# Felice Frasi
Felice Frasi (16. března 1806 Piacenza – 8. září 1879 Vercelli) byl italský varhaník a hudební skladatel.

## Život
Studoval hudbu svého strýce, Benedetta Gregori, který byl varhaníkem katedrály v Piacenze a záhy začal sám hrát na varhany v kostele S. Maria di Campagna. 12. března 1822 vstoupil konzervatoř v Miláně, kde studoval hru na klavír a kompozici u Bonifazia Asioli. Konzervatoř ukončil s vyznamenáním 10. srpna 1827. 3. června téhož roku měla ve Scale premiéru jeho jediná opera La selva di Hermannstadt (libreto Felice Romani). Úspěch nebyl velký, hrála se pouze třikrát. Na kompozici jevištních děl tak zanevřel a dále skládal pouze duchovní a instrumentální hudbu.
V témže roce přijal místo sbormistra v katedrále sv. Eusebia (Cattedrale di Sant'Eusebio) ve Vercelli, kde setrval 18 let. V roce 1839 byl pozván do Piacenza ke koncertnímu testování nových varhan v bazilice sv. Antonína (Basilica di Sant'Antonino).
V roce 1845 se stal ředitelem milánské konzervatoře. Pro svou účast na revolučních událostech roku 1848 v Miláně musel v roce 1849 rezignovat. Další dva roky však ještě na konzervatoři učil skladbu. V roce 1851 se vrátil do Vercelli, kde strávil zbytek svého života jako varhaník.

## Dílo

### Vokální díla
- La selva d'Hermanstadt (opera, libreto Felice Romani)
- Lamentazioni del profeta Geremia sulla caduta di Gerusalemme
- Messa di requiem per re Carlo Alberto (1849)
- Inno a S. Eusebio
- Beatus vir
- Messa pastorale
- Credo

### Instrumentální hudba
- Sinfonia in Fa
- Ouverture a grande orchestra
- Versetti per organo
- Sinfonia per organo dalla Cantata Viva il gran Carlo Felice
- Pastorali